# Slovenský ústav sv. Cyrila a Metoděje
Slovenský ústav svätých Cyrila a Metoda je církevní ústav nacházející se na katastrálním území města Říma, zároveň však na území suburbikální diecéze Porto-Santa Rufina. Je určený ke vzdělávání kněžského dorostu, pocházejícího především ze Slovenska.

## Založení ústavu
Jedním z velkých iniciátorů vzniku ústavu byl pozdější kurijní kardinál slovenského původu Jozef Tomko, žijící v emigraci. Tomko byl o Vánocích 1959 hlavním signatářem iniciativy pro vybudování ústavu. Vznik ústavu byl schválen dekretem Eugena kardinála Tisseranta ze dne 8. ledna 1961. Díky velkému úsilí Jozefa Tomka až do roku 1963 se podařilo ústav, který byl uznán za italskou právnickou osobu, postavit na pevné základy.
Od té doby proslul ústav nejen vzděláváním budoucích kněží, ale také svou ediční činností, především vydáváním slovenské katolické literatury v době komunistické totality.

## Sídlo ústavu
Slovenský ústav sv. Cyrila a Metoděje v Římě sídlí sice na katastrálním území města Říma (Via M. D. Brun Barbantini, č. 31-33), ale nenachází se již v diecézi Řím. Je na území suburbikální diecéze Porto-Santa Rufina.
Dnes v jeho zdech sídlí Papežská slovenská kolej sv. Cyrila a Metoděje v Římě, vzniklá roku 1997.

## Rektoři Slovenského ústavu (od r. 1997 i koleje)
- 1963 - 1973 Mons. Štefan Nahálka (nar. 1916)
- 1973 - 1992 Mons. Dominik Hrušovský (nar. 1926)
- 1993 - 1998 Mons. Štefan Vrablec (nar. 1925)
- 1998 - 2004 Mons. František Novajovský (nar. 1956)
- od r. 2004 Mons. Vladimír Stahovec (nar. 1962)
- od r. ? P. Pavol Zvara